# مجموعه بناهای روستای شاه کرم
مجموعه بناهای روستای شاه کرم مربوط به اواخر دوره صفوی است و در شهرستان اصفهان، دهستان رود دشت، روستای ده کرم واقع شده و این اثر در تاریخ ۸ آذر ۱۳۵۵ با شمارهٔ ثبت ۱۳۱۳ به‌عنوان یکی از آثار ملی ایران به ثبت رسیده‌است.